# Protogeneia (Tochter des Deukalion)
Protogeneia (altgriechisch Πρωτογένεια Prōtogéneia, deutsch ‚die Erstgeborene‘) ist in der Griechischen Mythologie die älteste Tochter von Pyrrha und Deukalion und damit die erste von Menschen erzeugte Frau.
Nachdem Pyrrha und Deukalion nach der Deukalionischen Flut auf dem Othrys in Thessalien angelandet waren, wächst Protogeneia in Kynos auf. Von Zeus ist sie die Mutter des Aethlios, der zum ersten König von Elis wird.
Bei Pindar landen Pyrrha und Deukalion auf dem Parnassos an und steigen vom Gebirge bei der thessalischen Stadt Opus herunter, wo sie die ersten Menschen durch Würfe von Steinen auf die Erde erschaffen. Die dadurch entstandenen Menschen sind die Kinder der Erdgöttin Gaia und der Steine aus der Stadt. Opus wird bei Pindar „Stadt der Protogeneia“ genannt. Zeus raubt und schwängert die Protogeneia und bringt sie zu Lokros. Dort bringt sie einen Sohn zur Welt und nennt ihn nach ihrem Vater Opus. Diese Darstellung überschneidet sich allerdings mit der Legende von Kabye.

## Nachweise
1. ↑  Scholion zu Pindar, Olympien 9,84
2. ↑  Strabon 9,425
3. ↑  Bibliotheke des Apollodor 1,7,2
4. ↑  Pausanias 5,1,3
5. ↑  Pindar, Olympien 9,51 f.
6. ↑  Pindar, Olympien 9,85 ff.
7. ↑  William Abbott Oldfather: Kabye. In: Paulys Realencyclopädie der classischen Altertumswissenschaft (RE). Band X,2, Stuttgart 1919, Sp. 1453–1455.